# Francis Anthony Dahlen
Pour les articles homonymes, voir Dahlen.
Francis Anthony (Tony) Dahlen est un sismologue américain né le 5 décembre 1942 à American Falls, Idaho, États-Unis et mort le 3 juin 2007 à Princeton, New Jersey, États-Unis.

## Biographie académique
Après son BSc en 1964 à Caltech, il passe son Msc et son doctorat à l'Université de Californie à San Diego. Il fait un séjour post-doctoral à l'Université de Cambridge en Angleterre avant de devenir professeur assistant au département des sciences géologiques et géophysiques de l'Université de Princeton (New Jersey, États-Unis). Professeur associé en 1975, il est nommé professeur de géophysique en 1979 au département de géosciences de l'Université de Princeton. Il est directeur de ce département de 2001 à 2006.

## Legs
Tony Dahlen est un pionnier des études sur les oscillations libres de la Terre. Il a développé aussi une nouvelle vision de la tomographie sismique à l'échelle globale (les noyaux de sensibilité de type Banana-Doughnut). Auteur de nombreuses publications scientifiques, il est aussi l'auteur d'un livre de sismologie théorique « Theoretical Global Seismology » paru en 1998, coécrit avec Jeroen Tromp (ancien étudiant de Tony Dahlen, maintenant professeur à Caltech et directeur du Laboratoire sismologique).

## Sources
- Curriculum Vitæ
- Panégyrique
- L'histoire des Banana-Doughnut